# The Modern Jazz Quartet (album 1953)
| Recensione | Giudizio |
| ---------- | -------- |
| AllMusic   | [ 1 ]    |

The Modern Jazz Quartet è il primo album discografico del gruppo musicale statunitense di jazz The Modern Jazz Quartet (l'album è accreditato come The Modern Jazz Quartet with Milt Jackson, Percy Heath, John Lewis, Kenny Clarke), pubblicato dalla casa discografica Prestige Records nel 1953.

## Tracce

### LP
Lato A
1. All the Things You Are – 3:15 (Jerome Kern) – Registrato il 22 dicembre 1952
2. La Ronde – 3:08 (John Lewis) – Registrato il 22 dicembre 1952
3. Vendome – 3:12 (John Lewis) – Registrato il 22 dicembre 1952
4. Rose of the Rio Grande – 2:14 (Harry Warren) – Registrato il 22 dicembre 1952

Lato B
1. The Queen's Fancy – 3:12 (John Lewis) – Registrato il 25 giugno 1953
2. Delaunay's Dilemma – 3:57 (John Lewis) – Registrato il 25 giugno 1953
3. Autumn in New York – 3:38 (Vernon Duke) – Registrato il 25 giugno 1953
4. But Not for Me – 3:42 (George Gershwin) – Registrato il 25 giugno 1953

## Formazione
- Milt Jackson – vibrafono
- John Lewis – piano
- Percy Heath – contrabbasso
- Kenny Clarke – batteria

Note aggiuntive
- Doug Hawkins – ingegnere delle registrazioni
- David Young – copertina album originale
- Ira Gitler – note retrocopertina album originale [2]